# Exilisia variegata
Exilisia variegata är en fjärilsart som beskrevs av De Toulgoët 1972. Exilisia variegata ingår i släktet Exilisia och familjen björnspinnare. Inga underarter finns listade i Catalogue of Life.